# Andrij (Vasilašku)
Andrij (světským jménem: Serhij Petrovyč Vasilašku; * 5. března 1979, Charkov) je ukrajinský duchovní Ukrajinské pravoslavné církve Moskevského patriarchátu, arcibiskup petropavlivský a vikář dnipropetrovské eparchie.

## Život
Narodil se 5. března 1979 v Charkově v rodině kněze.
Po střední škole nastoupil na Oděský duchovní seminář a roku 2005 na Kyjevskou duchovní akademii. Dne 15. srpna 2009 byl přijat mezi bratry Kyjevskopečerské lávry, kde byl 23. února 2010 postřižen na rjasofora se jménem Serhij na počest svatého Sergija Radoněžského. O pět dní později byl rukopoložen na jerodiákona a 8. prosince postřižen do malé schimy se jménem Andrij na počest svatého apoštola Ondřeje.
Dne 13. prosince 2010 jej arcibiskup vyšhorodský Pavlo (Lebiď) rukopoložil na jeromonacha. Od 26. srpna 2011 působil jako člen sekretář Synodní komise pro záležitosti monastýrů. Dne 22. prosince 2013 byl povýšen na archimandritu.
Dne 17. prosince 2018 jej Svatý synod Ukrajinské pravoslavné církve zvolil biskupem petropavlivským a vikářem dnipropetrovské eparchie. Biskupská chirotonie proběhla 23. prosince v Kyjevskopečerské lávře. Hlavním světitelem byl metropolita kyjevský a celé Ukrajiny Onufrij (Berezovskyj), který ho 17. srpna 2023 povýšil na arcibiskupa.